# Макарий (село)
Мака́рий — село в Варнавинском районе Нижегородской области, входит в состав Богородского сельсовета. Бывший административный центр Макарьевского сельсовета.
Располагается на правом берегу реки Ветлуги.
По данным на 1999 год, численность населения составляла 315 чел.

## Известные жители
- Малышев, Михаил Григорьевич (1916—1994) — партизан Великой Отечественной войны, Герой Советского Союза.